# 八八街道
八八街道，是中华人民共和国河南省商丘市梁园区下辖的一个街道。

## 行政区划
八八街道下辖以下地区：
夹道街社区、全胜街社区、四平社区、市场街社区、光明社区、商电铝社区和健康社区。